# Fall on Me (Andrea Bocelli)
Fall on Me è un singolo del cantante italiano Andrea Bocelli, pubblicato il 20 settembre 2018 come secondo estratto dal sedicesimo album in studio Sì.
Il singolo è cantato sia in italiano che in inglese ed ha visto la collaborazione del figlio del tenore, Matteo Bocelli.
A Great Big World e Christina Aguilera hanno pubblicato una cover della canzone nel novembre 2019.

## Video musicale
Un primo videoclip del brano, pubblicato il 22 settembre 2018 sul canale Vevo-YouTube del cantante, è stato girato in una hall in cui i due Bocelli, padre e figlio, cantano e suonano il pianoforte.
Un secondo videoclip, al quale sono state montate scene dal film Disney Lo schiaccianoci e i quattro regni e dal testo della canzone completamente in italiano, è stato pubblicato il 19 ottobre 2018.

## Classifiche
| Classifiche (2018) | Posizione Massima |
| ------------------ | ----------------- |
| Canada             | 97                |

## Cover di A Great Big World e Christina Aguilera
Gli A Great Big World hanno realizzato una cover del brano in compagnia di Christina Aguilera, pubblicandola come singolo nel 2019. Un video musicale del brano è stato pubblicato il 12 febbraio 2020. I tre artisti hanno eseguito dal vivo il brano durante gli American Music Awards 2019.